# Fosca (Colombia)
Fosca è un comune della Colombia facente parte del dipartimento di Cundinamarca.
Il centro abitato venne fondato da Nicolás De Federman nel 1536.